# Trinômio
Em matemática, trinómio (português europeu) ou trinômio (português brasileiro) é uma expressão algébrica de três termos.
É um dos dois casos particulares de polinômios que tem um nome especial, o outro é o binômio, que contém dois termos.
Por exemplo, {\displaystyle 2a^{2}+{\frac {3}{2}}{\sqrt[{3}]{ab^{2}}}-5b^{3}\,}
Um caso particular de trinômio é o trinômio do segundo grau, uma expressão da forma:
{\displaystyle ax^{2}+bx+c\,}
em que a, b e c são quantidades conhecidas, e x uma variável.